# Dziadowa Kłoda (gromada)
Dziadowa Kłoda – dawna gromada, czyli najmniejsza jednostka podziału terytorialnego Polskiej Rzeczypospolitej Ludowej w latach 1954–1972.
Gromady, z gromadzkimi radami narodowymi (GRN) jako organami władzy najniższego stopnia na wsi, funkcjonowały od reformy reorganizującej administrację wiejską przeprowadzonej jesienią 1954 do momentu ich zniesienia z dniem 1 stycznia 1973, tym samym wypierając organizację gminną w latach 1954–1972.
Gromadę Dziadowa Kłoda z siedzibą GRN w Dziadowej Kłodzie utworzono – jako jedną z 8759 gromad na obszarze Polski – w powiecie sycowskim w woj. wrocławskim, na mocy uchwały nr 26/54 WRN we Wrocławiu z dnia 2 października 1954. W skład jednostki weszły obszary dotychczasowych gromad Dziadowa Kłoda, Dalborowice i Gronowice ze zniesionej gminy Dziadowa Kłoda w tymże powiecie oraz Radzowice ze zniesionej gminy Wabienice w powiecie oleśnickim w tymże województwie. Dla gromady ustalono 20 członków gromadzkiej rady narodowej.
31 grudnia 1961 do gromady Dziadowa Kłoda włączono wsie Stradomia Wierzchnia, Stradomia Dolna i Gaszowice ze zniesionej gromady Stradomia Wierzchnia w tymże powiecie.
1 lipca 1968 z gromady Dziadowa Kłoda wyłączono wsie Stradomia Wierzchnia i Gaszowice, włączając je do gromady Syców w tymże powiecie; do gromady Dziadowa Kłoda włączono natomiast obszar zniesionej gromady Lipka tamże.
Gromada przetrwała do końca 1972 roku, czyli do kolejnej reformy gminnej. 1 stycznia 1973 w powiecie sycowskim reaktywowano gminę Dziadowa Kłoda (od 1999 gmina należy do powiatu oleśnickiego w woj. dolnośląskim).